# Kafū Nagai
Kafū Nagai (永井 荷風 Nagai Kafū?) (n. 3 decembrie 1879, Tokyo⁠(d), Tōkyō, Japonia – d. 30 aprilie 1959, Ichikawa, Japonia) a fost un scriitor și traducător japonez.
Povestirile sale au fost influențate de realismul naturalist al lui Guy de Maupassant, iar romanele realizează o profundă analiză a personajelor. A scris și piese tip «kabuki» și a tradus din Charles Baudelaire și Émile Zola.

## Scrieri
- 1908: あめりか物語 Amerika-monogatari („Povestiri din America”);
- 1909: Furansu-monogatari („Povestiri din Franța”);
- 1909: Karanku („Plăcerea”);
- 1909: Reisho („Sarcasm”);
- 1912: Shimbashi yowa („Veghile lui Shimbashi”);
- 1924: Azabu zakki („Caietele lui Azabu”);
- 1931: つゆのあとさき Tsuyu no atosaki („Cronica anotimpului ploilor”);
- 1934: Hikage no hana („Floare de întuneric”).